# Шах Берунай
Шах Берунай — дев'ятий султан Брунею. Перебував на престолі з 1581 до своєї смерті 1582 року. Він не залишив нащадків чоловічої статі, тому на престол зійшов його молодший брат Мухаммад Хассан.
За часів його правління зросло виробництво боєприпасів до гармат. У той час Бруней готувався до захисту від імовірних атак з боку іспанської армії, яка базувалась в Манілі.